# Luxemburg az 1976. évi nyári olimpiai játékokon
Luxemburg a kanadai Montréalban megrendezett 1976. évi nyári olimpiai játékok egyik részt vevő nemzete volt. Az országot az olimpián 4 sportágban 8 sportoló képviselte, akik érmet nem szereztek.

## Atlétika
Férfi
| Versenyző          | Versenyszám     | Előfutam | Előfutam | Előfutam | Negyeddöntő | Negyeddöntő | Negyeddöntő | Elődöntő | Elődöntő | Elődöntő | Döntő   | Döntő    |
| Versenyző          | Versenyszám     | Idő      | Hely.    | Össz.    | Idő         | Hely.       | Össz.       | Idő      | Hely.    | Össz.    | Idő     | Helyezés |
| ------------------ | --------------- | -------- | -------- | -------- | ----------- | ----------- | ----------- | -------- | -------- | -------- | ------- | -------- |
| Roland Bombardella | 100 m           | 10,76    | 5.       | 40.**    | kiesett     | kiesett     | kiesett     | kiesett  | kiesett  | kiesett  | kiesett | kiesett  |
| Roland Bombardella | 200 m           | 21,18    | 1.       | 8.       | 21,03       | 3.          | 10.*        | 21,16    | 6.       | 11.      | kiesett | kiesett  |
| Lucien Faber       | 20 km gyaloglás |          |          |          |             |             |             |          |          |          | 1:36:21 | 28.      |

| Versenyző    | Versenyszám | Selejtező | Selejtező | Döntő    | Döntő    |
| Versenyző    | Versenyszám | Eredmény  | Helyezés  | Eredmény | Helyezés |
| ------------ | ----------- | --------- | --------- | -------- | -------- |
| Marc Romersa | Magasugrás  | 205 cm    | 29.**     | kiesett  | kiesett  |

* - egy másik versenyzővel azonos időt ért el

** - két másik versenyzővel azonos eredményt/időt ért el

## Kerékpározás

### Országúti kerékpározás
Férfi
| Versenyző     | Versenyszám   | Idő           | Helyezés      |
| ------------- | ------------- | ------------- | ------------- |
| Lucien Didier | Mezőnyverseny | nem ért célba | nem ért célba |
| Marcel Thull  | Mezőnyverseny | nem ért célba | nem ért célba |

## Sportlövészet
Nyílt
| Versenyző    | Versenyszám          | Pont | Helyezés |
| ------------ | -------------------- | ---- | -------- |
| Michel Braun | Gyorstüzelő pisztoly | 445  | 48.      |

## Vívás
Férfi
| Versenyző     | Versenyszám       | Selejtező | Selejtező | Selejtező         | Selejtező | Selejtező         | Selejtező | Főtábla           | Főtábla           | Vigaszág          | Vigaszág          | Vigaszág          | Döntő             | Döntő   | Helyezés |
| Versenyző     | Versenyszám       | 1. kör | 1. kör    | 2. kör            | 2. kör    | 3. kör            | 3. kör    | 1. kör            | 2. kör            | 1. kör            | 2. kör            | 3. kör            | Döntő             | Döntő   | Helyezés |
| Versenyző     | Versenyszám       | Ellenfél Eredmény | Hely.     | Ellenfél Eredmény | Hely.     | Ellenfél Eredmény | Hely.     | Ellenfél Eredmény | Ellenfél Eredmény | Ellenfél Eredmény | Ellenfél Eredmény | Ellenfél Eredmény | Ellenfél Eredmény | Hely.   | Helyezés |
| ------------- | ----------------- | --- | --------- | ----------------- | --------- | ----------------- | --------- | ----------------- | ----------------- | ----------------- | ----------------- | ----------------- | ----------------- | ------- | -------- |
| Roger Menghi  | Párbajtőr, egyéni | J. csoport · Karl-Heinz Müller (AUT) · 2-5 · Ole Mørch (NOR) · 1-5 · Zbigniew Matwiejew (POL) · 5-4 · Sutipong Santitavakul (THA) · 5-3                  | 4.        | kiesett           | kiesett   | kiesett           | kiesett   | kiesett           | kiesett           | kiesett           | kiesett           | kiesett           | kiesett           | kiesett | 42.      |
| Robert Schiel | Párbajtőr, egyéni | I. csoport · Nicolae Iorgu (ROU) · 1-5 · Daniel Giger (SUI) · 4-5 · Jeppe Normann (NOR) · 5-4 · Rubén Hernández (PUR) · 5-3 · Iraj Dastgerdi (IRI) · 4-5 | 4.        | kiesett           | kiesett   | kiesett           | kiesett   | kiesett           | kiesett           | kiesett           | kiesett           | kiesett           | kiesett           | kiesett | 48.      |